# Stlačitelnost
Stlačitelnost (objemová stlačitelnost) je definována jako záporná hodnota relativní změny objemu vzhledem ke změně tlaku, tzn.
{\displaystyle \gamma =-{\frac {1}{V}}{\frac {\mathrm {d} V}{\mathrm {d} p}}},
kde {\displaystyle V} je původní objem kapaliny před stlačením, {\displaystyle \mathrm {d} V} představuje změnu objemu při stlačení a {\displaystyle \mathrm {d} p} je změna tlaku.

## Modul objemové pružnosti
Převrácená hodnota stlačitelnosti se nazývá modul objemové pružnosti
{\displaystyle K={\frac {1}{\gamma }}}

## Vlastnosti
Ideální kapalina je zcela nestlačitelná, tzn. {\displaystyle \gamma =0}.

Jednotky: Pa−1